# ایگناتس زایپل
ایگناتس زایپل (انگلیسی: Ignaz Seipel؛ ۱۹ ژوئیهٔ ۱۸۷۶ – ۲ اوت ۱۹۳۲) یک سیاست‌مدار اهل اتریش بود.